# Alaska Air Group
Alaska Air Group, Inc., (NYSE: ALK), är ett amerikanskt holdingbolag som verkar inom flygsektorn och som äger och driver flygföretagen Alaska Airlines och Horizon Air.
1985 beslöt Alaska Airlines att man skulle starta ett holdingbolag, för att skjuta över allt med administration och ägarfrågor till nya bolaget. Det fick namnet Alaska Air Group, Inc. Under 1986 förvärvade man det regionala flygföretaget Horizon Air och ett år senare fortsatte man att växa och förvärvade då Jet America Airlines. Man valde att ha kvar Jet America som ett separerat flygföretag men efter en tid så insåg man att det inte var tillräckligt lönsamt så man beslöt att fusionera Jet America med Alaska Airlines.